# قهرمانان بر فراز اروپا
بازی کامپیوتری قهرمانان بر فراز اروپا به انگلیسی:(Heroes over Europe) یکی از بازی های سبک شبیه پرواز است که توسط کمپانی معروف ubisoft برای پلتفرم pc به بازار عرضه شده است.داستان بازی در بحبوحه جنگ جهانی دوم رخ می دهد.بازی این اجازه را به شما می دهد که به جای سه خلبان آمریکایی،انگلیسی و نیوزلندی یکی را انتخاب کرده و با آن به انجام ماموریت ها بپردازید.